# Линкрофт (Њу Џерзи)
Линкрофт (енгл. Lincroft) насељено је место без административног статуса у америчкој савезној држави Њу Џерзи.

## Демографија
По попису из 2010. године број становника је 6.135, што је 120 (-1,9%) становника мање него 2000. године.
| Група             | 2000.         | 2010.         |
| Белци             | 5.711 (91,3%) | 5.621 (91,6%) |
| Афроамериканци    | 52 (0,8%)     | 32 (0,5%)     |
| Азијати           | 283 (4,5%)    | 200 (3,3%)    |
| Хиспаноамериканци | 159 (2,5%)    | 218 (3,6%)    |
| Укупно            | 6.255         | 6.135         |